# Tapis de chœur de Notre-Dame de Paris
Le tapis de chœur de Notre-Dame de Paris, aussi appelé tapis de chœur Louis-Philippe ou tapis monumental du chœur de Notre-Dame de Paris, est un tapis réalisé entre 1825 et 1833 sur commande du roi Charles X pour couvrir le chœur de la cathédrale Notre-Dame de Paris. Classé au titre objet aux monuments historiques en 1974, ce tapis en laine d'une superficie de 200 m2 environ est conservé dans un bas côté de la cathédrale et très rarement utilisé, la dernière fois étant en 1980 pour une visite du pape Jean-Paul II. Il est de nouveau visible dans la nef de la cathédrale en 2014 et en 2017 pour des expositions de courtes durées.

## Commande

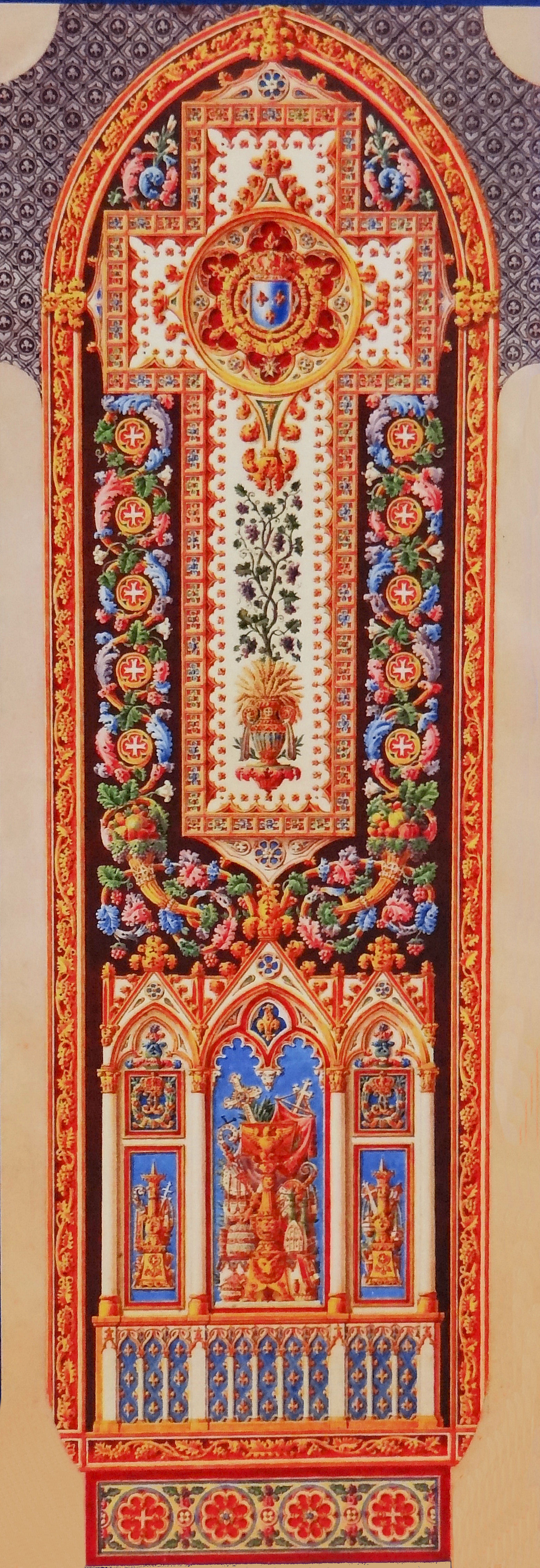
Le projet du tapis de chœur.

L'intendant général du Garde-Meuble de la Couronne, Armand Thierry (1773-1844), baron de Ville-d'Avray, propose en mars 1825 de décorer le chœur de Notre-Dame de Paris par un tapis décent pour les jours où le roi Charles X y assiste à une grande cérémonie. Il précise que le tapis devrait être fait en deux parties, une de 11 mètres, l'autre de 13 mètres.
Le 16 avril 1825, le duc de Doudeauville, ministre de la Maison du Roi, autorise la réalisation du dessin et du modèle en grand. Le baron de Ville-d'Avray charge alors Jacques-Louis de la Hamayade de Saint-Ange (1780-1860), dessinateur du Garde-Meuble de la Couronne « de faire un dessin de tapis de style gothique pour le chœur de l'église Notre-Dame ». Charles-Adrien Devertu, peintre de la manufacture royale des tapisseries des Gobelins, fait le modèle en grand.

## Réalisation
Le tissage commence le 15 septembre 1825 à la manufacture de la Savonnerie, qui se trouve encore au pied de la colline de Chaillot, sur le plus grand métier de haute lisse (3,48 m de haut et 11,70 m de largeur). La même année, par mesure d'économie, la manufacture de la Savonnerie est rattachée à la manufacture des Gobelins. Ce rattachement entraîne le déménagement des huit métiers à tisser de la Savonnerie vers les Gobelins. Il faut donc démonter, ployer et remonter les tissages en cours, dont celui du tapis de chœur, le 15 janvier 1826, alors que la bordure de la première partie du tapis est presque terminée. Pour accélérer la réalisation du tapis on décide d'utiliser au total quatre métiers à tisser :

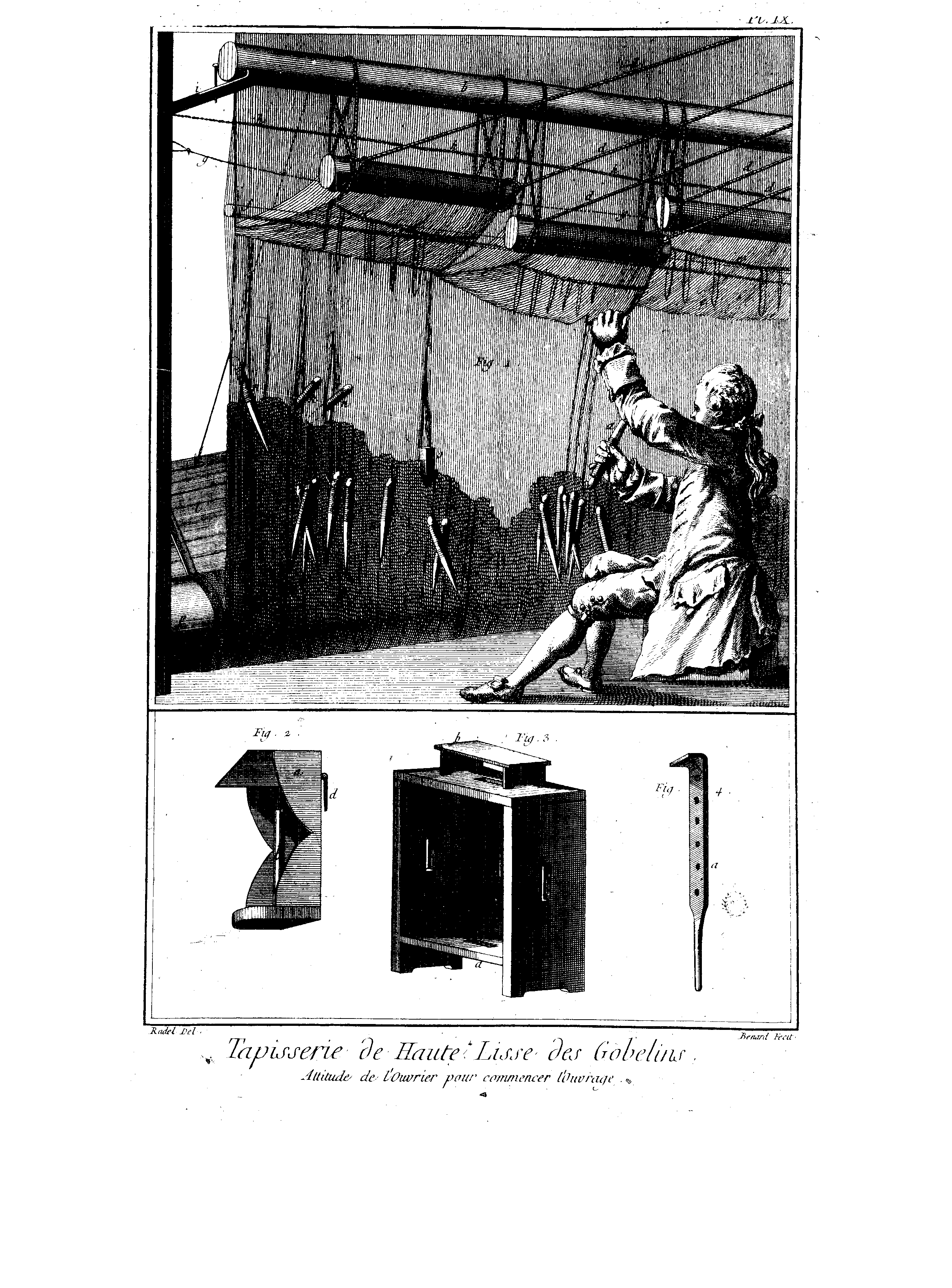
Métier à tisser de haute lisse de la Manufacture des Gobelins, dans l'Encyclopédie de Diderot et d'Alembert.

- deuxième métier monté le 1er juillet 1826 pour la partie inférieure de la croix,
- troisième métier utilisé à partir du 1er avril 1827 pour la partie de la croix portant les armes de France,
- quatrième métier réalisant à partir du 15 janvier 1828 la partie du tapis comportant les cornes d'abondance.

Ces quatre parties sont achevées successivement en février 1831, mars 1833, avril 1832 et mars 1833. Ces parties sont rentrayées deux à deux.
Après la révolution de juillet 1830, et l'arrivée de Louis-Philippe Ier sur le trône, les fleurs de lys et autres symboles liés à Charles X sont supprimés.
Le tapis est présenté au musée du Louvre, en mai 1838, à l'exposition des productions des manufactures royales. Il est livré en septembre 1838 par la manufacture des Gobelins au Garde-Meuble de la Couronne.
Au total, le tapis mesure près de 25 m de long et pèse environ 1,2 tonne.

## À Notre-Dame de Paris
Le roi Louis-Philippe offre le tapis à la cathédrale en 1841, à l'occasion du baptême de son petit-fils, le comte de Paris. Il est sorti de l'inventaire du Garde-meuble de la Couronne en mai 1843.
À la demande de l'archevêque de Paris, les deux parties sont rentrayées en 1843 par le Mobilier de la Couronne pour former un seul ensemble.
En 1893, le conseil de fabrique de la cathédrale demande de supprimer la réunion des deux parties car il ne sert « que deux fois l'an, à Pâques et à l'Assomption, à cause des frais trop considérables qu'occasionnent sa pose et sa remise en place ».
En 1894, le conseil de fabrique signale que l'état du tapis est « fort endommagé à l'une de ses extrémités lors des travaux de restauration de la cathédrale exécutés sous la direction de M. Viollet-le-Duc ». Les travaux de restauration sont faits aux frais de l'État. La partie endommagée, sous la châsse, est retirée. Des bandes lisses tissées par la manufacture de la Savonnerie encadrent la découpe. Cette découpe comprend les « cercles gothiques en or sur fond orange » et le « piédestal supportant la châsse composé de petites colonnes et d'ogives ». 
Il est classé au titre objet aux monuments historiques le 11 septembre 1974.
Sauvé de l'incendie de la cathédrale en 2019, il est exposé au Mobilier national les 21 et 22 septembre 2019 pour les Journées européennes du patrimoine. Mais, endommagé par des années de manipulations et par des infestations de mites, sa restauration par le Mobilier national commence en juillet 2022 et devrait durer deux ans et demi.

## Utilisation
Le tapis de chœur est utilisé à l'occasion de toutes les grandes célébrations.
Le 1er juillet 1852, il est posé pour un Te Deum pour l'élection du prince-président Louis-Napoléon Bonaparte. Il est utilisé pour le mariage de Napoléon III avec Eugénie de Montijo et pour le baptême du prince impérial.
Le tapis est installé dans le chœur pour la visite du tsar Nicolas II et de la tsarine, le 7 octobre 1896, accueillis par l'archevêque de Paris, François Richard de La Vergne et par le président de la République, Félix Faure.
Le tapis est utilisé pour la première messe télévisée de Noël 1948. Il est encore posé en 1980 pour la visite pastorale du pape Jean-Paul II à la cathédrale de Paris.
Il est présenté dans la nef centrale, en janvier 2014, en même temps que les ornements « en drap d'or » offerts à la cathédrale par Charles X et Louis-Philippe Ier ainsi qu'une chape et chasuble de l'ornement « Napoléon III » puis, à nouveau, en 2017.
Lorsqu'il n'est pas utilisé, il est conservé enroulé, le long des murs du déambulatoire, sous des bancs fermés par de petites portes.
Il est actuellement en cours de restauration au Mobilier national.

## Iconographie

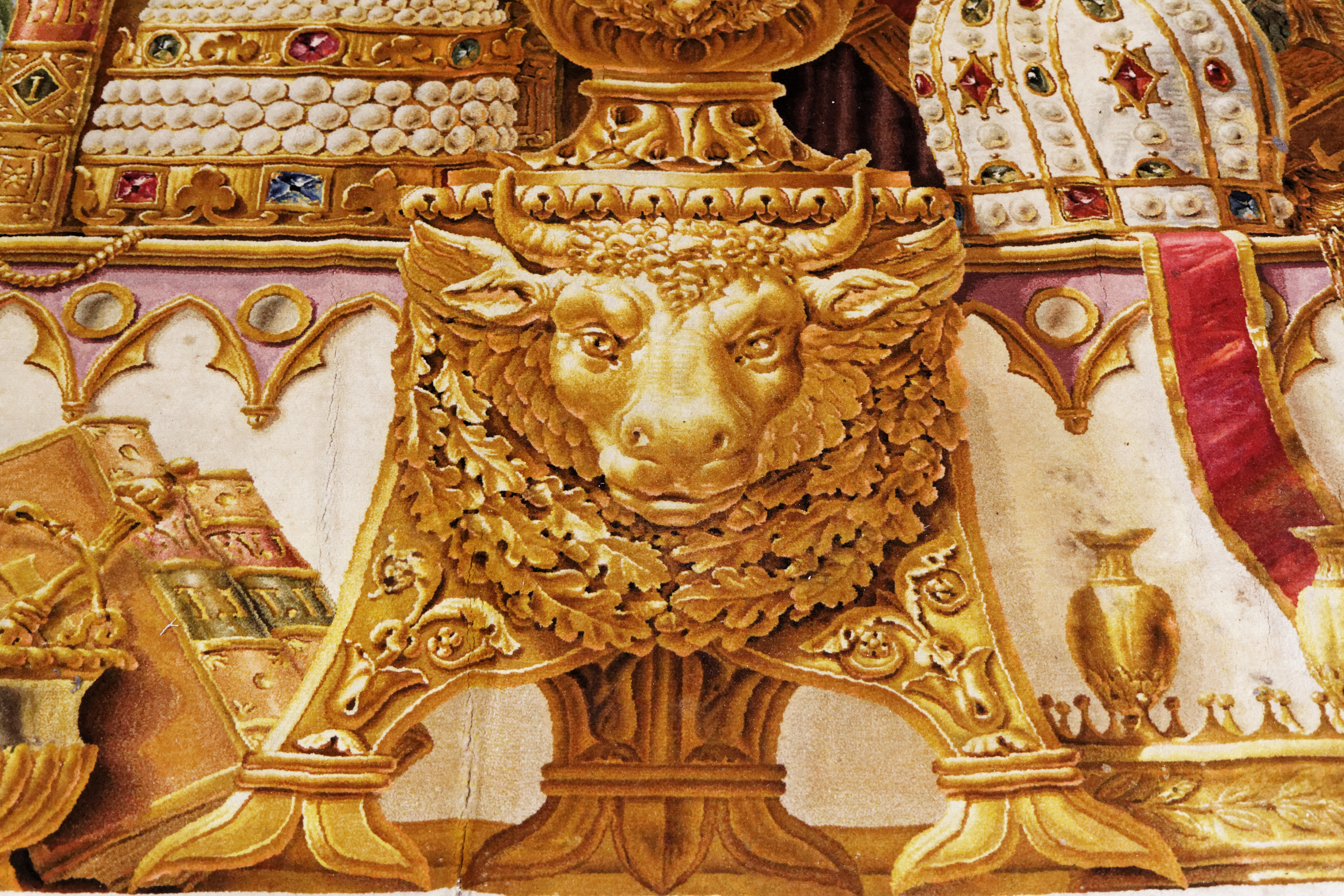
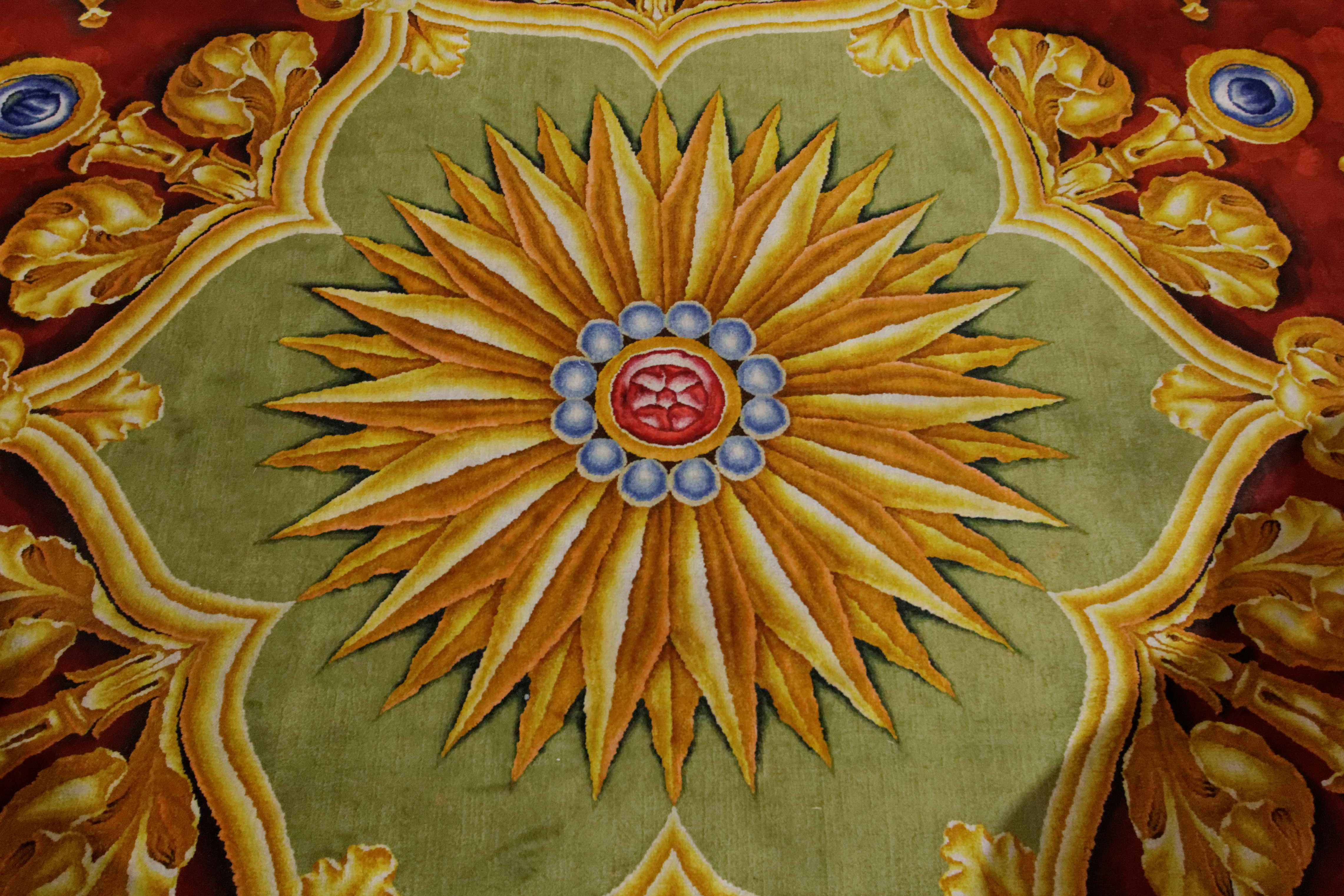
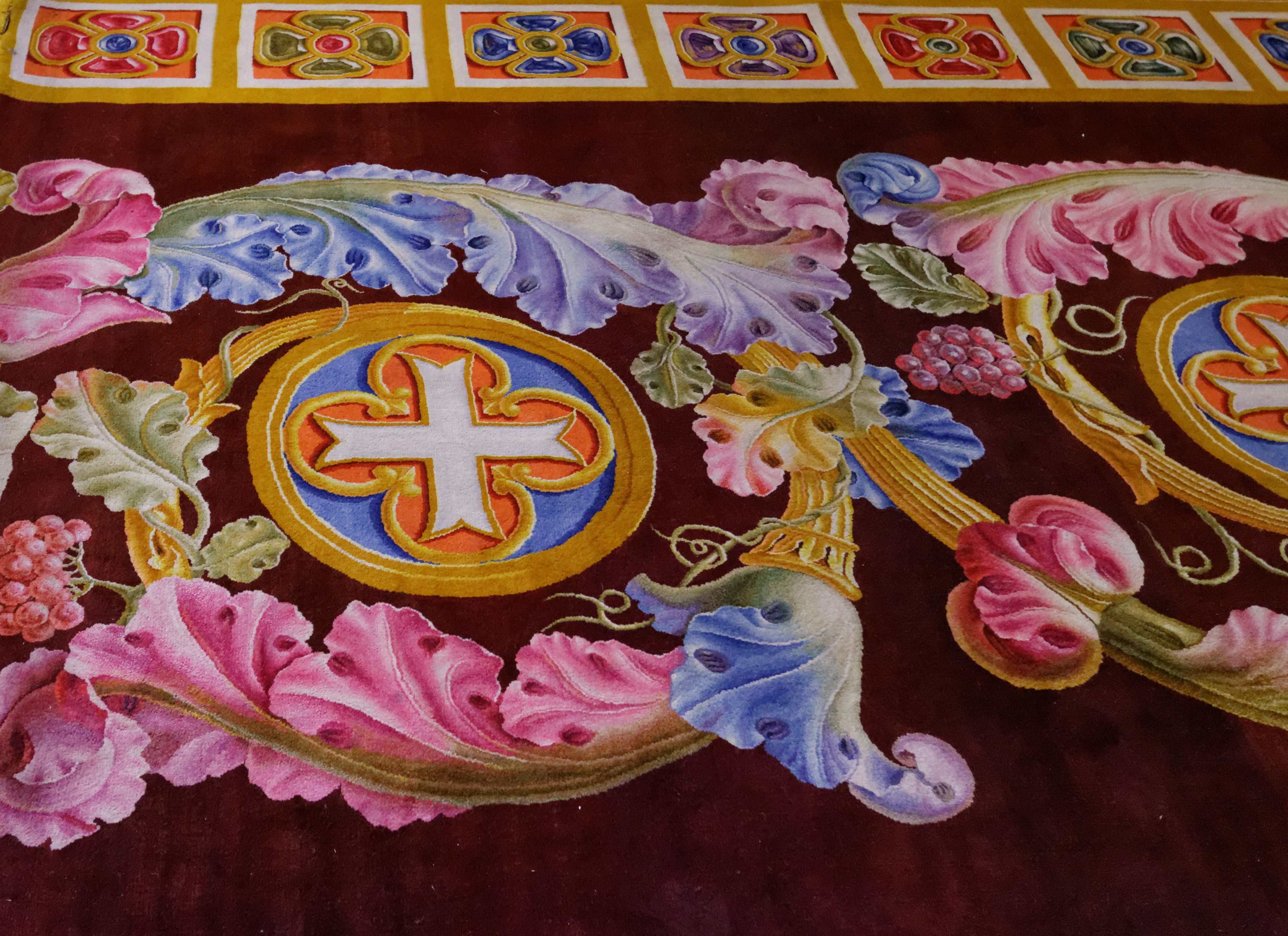
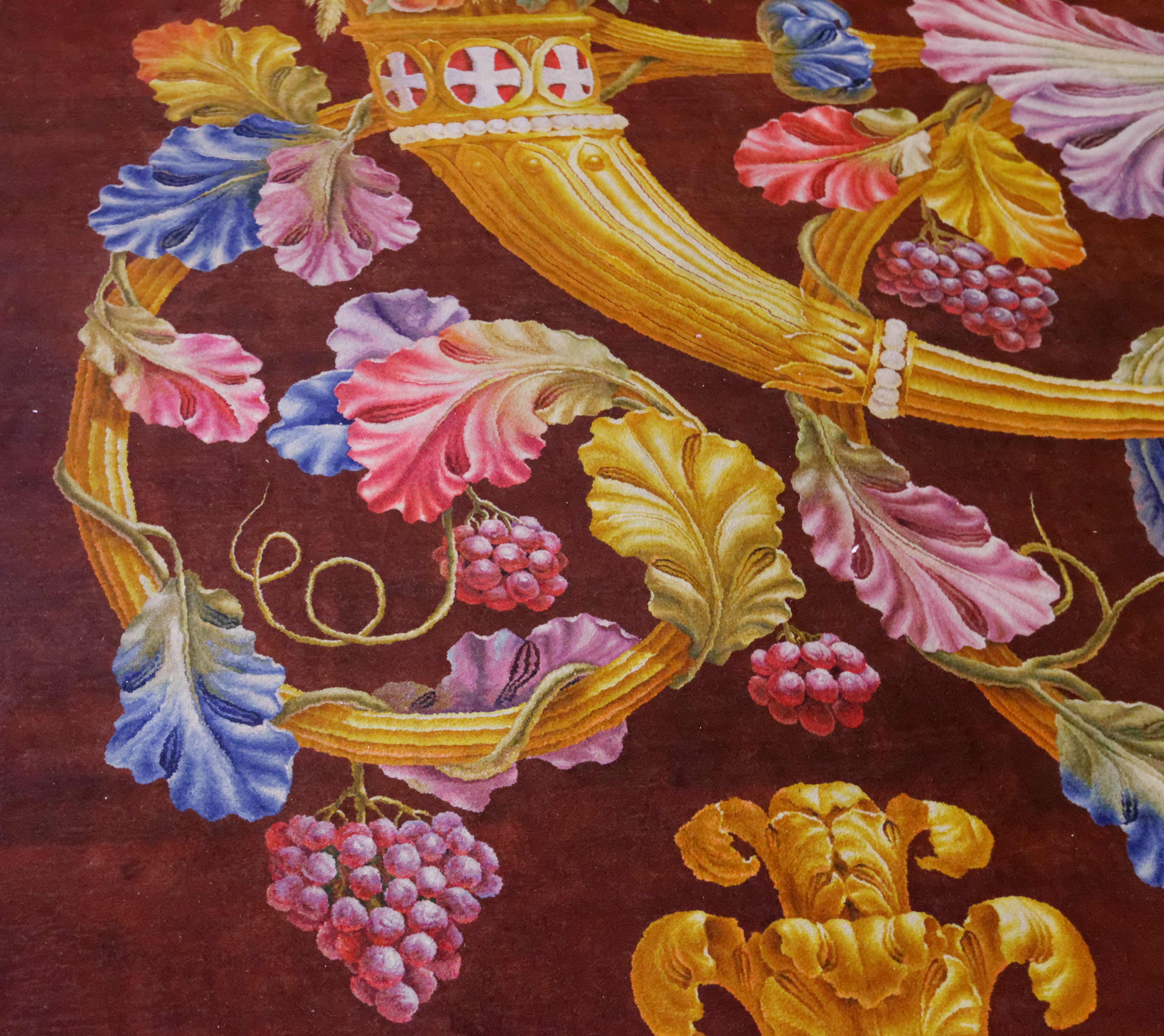